# Огненное детство
«Огненное детство» — советский фильм 1976 года режиссёра Юрия Швырёва по автобиографической повести Григория Мирошниченко «Юнармия».

## Сюжет
Гражданская война в России, 1919 год, Маленькая железнодорожная станция на Кубани захвачена белогвардейцами. Рабочие депо, помогавшие красным и бойкотирующие ремонт бронепоезда белых — арестованы, им грозит расстрел. И тогда их сыновья организуют отряд — Юнармию, а их наставником становится комиссар Саббутин, чудом спасавшийся от белых. Рискуя своей жизнью, мальчишки проводят хитроумную операцию — оставляют беляков без оружия и выводят из строя их бронепоезд.

## В ролях
- Петя Горкин — Гриша Мирошко
- Алёша Бакинов — Андрей Беленец
- Сережа Соколов — Ваня Душин
- Саша Ребеко — Сенька Воронок
- Анна Назарьева — Манька (Маша Саббутина), дочь комиссара
- Юрий Кузьменков — комиссар Саббутин
- Геннадий Юхтин — Илья, отец Гриши, железнодорожник
- Даниил Нетребин — отец Андрея, железнодорожник
- Алексей Ванин — Чиканов, железнодорожник
- Валентин Брылеев — начальник станции
- Юрий Медведев — Сомов, телеграфист
- Анатолий Столбов — атаман Шкуро
- Станислав Хитров — станичный атаман
- Евгений Красавцев — хорунжий
- Григорий Шпигель — командир бронепоезда белых, полковник
- Александр Пороховщиков — капитан
- Игорь Класс — капитан
- Вячеслав Гостинский — капитан
- Николай Юдин — старый казак
- Инна Ульянова — дама с собачкой

В эпизодах: Дагун Омаев, Мухарбек Аков, Георгий Мартиросьян, Пётр Любешкин, Евгений Карельских и другие.

## Съёмки
Место съёмок — город Белёв Тульской области.
Для тогда четырёхлетней девочки — будущей актрисы Анны Назарьевой, роль в фильме была первой, и чуть было не стала для неё последней — сцена в фильме, где железнодорожник спасает дочь комиссара от несущегося паровоза оказалась реальна — именно так ей запомнился момент съёмок этого эпизода:

на съемках я чуть не погибла под колесами паровоза! На репетициях он останавливался передо мной. Думала, что так будет и во время записи сцены. В результате летит с ревом и свистом железная махина, а я стою столбом… В последний момент меня буквально выдернул из-под колес актер Алексей Ванин — мой «крестный отец». Этот кадр так и вошел в фильм.